# Warm and Beautiful
"Warm and Beautiful"는 폴 매카트니와 린다 매카트니 작곡의 러브 발라드로 윙스의 1976년 앨범 Wings at the Speed of Sound에 처음 실렸다. 이 곡은 폴이 린다를 위해 부른 러브 발라드이다. 곡에 대한 비평은 매우 다양하게 존재하는데, "폴이 린다를 위해 쓴 가장 아름다운 곡들 중 하나"라는 평부터 "폴 매카트니가 작곡한 최악의 노래들 중 하나"일 수 있다는 의견까지 있다. 1998년 린다의 사망 후, 폴은 아내를 위한 추모 공연에서 연주하기 위해 이 노래를 현악 사중주로 재편곡했다. 이 버전은 1999년 Working Classical 앨범에 포함되었다.

## 가사와 음악
"Warm and Beautiful"은 폴이 그의 아내 린다 매카트니에게 영감을 받아 작곡한 러브 송이다. 폴 매카트니가 리드 보컬을 맡았다. The Rough Guide to the Beatles의 저자 Chris Ingham는 "Warm and Beautiful"이 "아주 감성적인 발라드"라고 묘사했다. 노래의 벌스(절) 부분에서는 사랑이 영원불변하다고 말하고 있으며 사랑, 믿음과 희망을 통해 사람이 슬픔을 초월할 수 있음을 분명히 나타내고 있다. 브릿지 부분에서는 햇살이 드는 아침과 달빛이 비치는 수면의 이미지를 통해 사랑을 은유하고 있다.
노래는 C 메이저 키로 되어 있다. 벌스는 각 두 프레이즈(악구)로 이루어져 있다. 음악 교수 빈센트 베니테즈는 특히 이 곡의 멜로디와 하모니가 표현력이 풍부하다고 말한다. 첫 번째 프레이즈의 멜로디는 으뜸음 C로 시작해서, 버금딸림음 F로 올라갔다가, D로 내려오며 끝을 맺는다. 각 벌스 두 번째 프레이즈의 멜로디도 이와 유사하나, 끝날 때 감7도에서 ascending second으로 이어진다는 점이 다르다. 예를 들어, A♭에서 B, 그리고 C로 이어지는 것이다. 브릿지의 멜로디는 도약진행(leaps)과 순차진행(steps)을 모두 포함하고 있고, 종종 반대로 진행하기도 한다. 멜로디 구조의 요소들은 매카트니가 그의 음악경력 전반에 걸쳐 사용했던 것들과 유사한데, 1962년 함부르크 공연에서 비틀즈가 시도했던 "Falling in Love Again" 편곡까지 거슬러 올라간다.
Chip Madiger와 Mark Easter는 "Warm and Beautiful"의 반주에 2개의 유포니움이 사용되었다고 주장한다. Luca Perasi는 그의 저서 Paul McCartney: Recording Sessions (1969-2013)에 실린 인터뷰에서 편곡자 피아크라 트렌치가, 당시에 테너 호른 2개와 현악 사중주를 이용했음을 회고했다고 전한다. 반면에 존 블레이니는 트랙에 사용된 악기가 오직 폴 매카트니의 피아노와, 데니 레인과 지미 맥컬로크의 기타 2대 뿐이었다고 말한다.
롤링 스톤의 비평가 스티븐 홀든은 "Warm and Beautiful"을 시작하는 코드들이 존 레논의 "Imagine"의 패러디라고 생각한다. 비슷하게, 홀든은 이 곡의 쉬운 가사와 멜로디가 레논의 노래 "Love"의 패러디라고 여긴다.
Wings at the Speed of Sound 앨범에서 "Warm and Beautiful"은 원래 싱글발매가 고려되었으나 "Let 'Em In"과 "Silly Love Songs"가 우선시되어 취소되었다.

## 비평
"Warm and Beautiful"에 대한 평가는 서로 엇갈린다. 엘비스 코스텔로는 "Warm and Beautiful"이 "폴이 린다를 위해 쓴 가장 아름다운 곡들 중 하나"라고 말했다. 빌보드의 Timothy White는 이 곡을 비틀즈 이후 매카트니의 최고작 중 하나라고 여긴다. 베니테즈는 이 곡이 "감상적이고 이상주의적이지만, 설득력이 있다"고 묘사한다.
Chris Ingham는 엇갈린 의견을 보이는데, "Warm and Beautiful"이 "전형적으로 매력적인 멜로디"를 갖고 있지만 "그답지 않게 과장되어 있다"고 주장한다. 작가 존 블레이니는 노래가 "가장 이상주의적인" 매카트니를 보여주고 있다면서도, 청자의 관점에 따라 메인 멜로디가 "흥미진진하거나 지루하거나" 둘 중 하나일 수 있다고 언급한다. 하지만 블레이니는 멜로디가 노래를 구했다고 말한다. 작가 팀 라일리는 이 곡이 "잠재적으로 훌륭한 발라드"라는 점을 인정하지만 곡을 "수정하고 미완성의 어중간한 상태에서 구제하기를" 제안한다. Chip Madiger과 Mark Easter는 매카트니의 "힘든 보컬 퍼포먼스"만이 이 곡을 "폴이 린다를 위해 쓴 더 예쁜 노래들" 중 하나가 되는 것을 막는다고 주장한다. 또한 그들은 현악 사중주 버전이 원래 버전보다 나은 것 같다고 생각한다. 
대중음악 작가 Robert Rodriguez는 이 곡을 앨범 필러라고 여기며 노래가 "작곡가가 평소에 힘들이지 않고 도달하던, 가슴에 사무치는 로맨틱함(romantic poignancy)의 경지에 이르는데 실패했다"고 서술한다. 롤링 스톤의 스티븐 홀든은 이 곡이 지나치게 교훈적이고, "겉보기에는 진정성있게, 영국의 뮤직홀(English music hall)에서 지금까지 나온 가장 진부한 발라드 클리셰들"을 늘어놓는다고 말한다. 홀든은 매카트니가 클리셰에 대해 역설적으로 주장하기 위해 이 곡을 이용했을 수 있다며, 가령 이러한 클리셰들이 비평가들이 예술이라고 여기는 대중 음악들보다 더 오래 갈 수 있다거나 혹은 그가 "가장 큰 클리셰가 됨으로써 클리셰를 초월할" 수 있다는 것을 보여주기 위함이라는 의견을 제시한다. 하지만 그렇지 않으면 그냥 "폴 매카트니가 쓴 최악의 곡들 중 하나"일 수도 있다고 언급한다.

## 제작 참여자
- 폴 매카트니 - 보컬, 피아노
- 지미 맥컬로크 - 슬라이드 기타
- 피아크라 트렌치 - 현악 사중주와 2대의 테너호른을 편곡

## 현악 사중주 버전
1998년 린다 매카트니의 사망 후, 폴 매카트니는 아내를 위한 추모 공연에서 연주하기 위해 이 노래를 현악 사중주로 재편곡했다. 런던의 추도식에서는 Brodsky Quartet가, 그리고 뉴욕의 추도식에서는 Loma Mar Quartet가 이 곡을 연주했다. 또한 Loma Mar Quartet은 1999년 Working Classical 앨범에 쓰일 현악 사중주 버전의 곡을 연주했다.